# 셀레브리다지
《셀레브리다지》(포르투갈어: Celebridade)는 2003년 방영된 브라질의 텔레노벨라이다.